# Johann Friedrich Nicolai
Johann Friedrich Nicolai (* 1639 in Querfurt; † 28. November 1683 in Lauenburg/Elbe) war ein evangelisch-lutherischer Pastor und Generalsuperintendent für das Herzogtum Sachsen-Lauenburg mit Sitz in Lauenburg/Elbe von 1682 bis 1683.

## Beruflicher Werdegang
Nicolai studierte in Jena, wo er später als Magister legens und Adjunkt an der Philosophischen Fakultät wirkte. 1670 veröffentlichte er das Hodegeticum orientale … harmonicum, eine Art vergleichendes Wörterbuch der semitischen Sprachen. 1670 wurde er Prediger an der St.-Johannis-Kirche in Lüneburg.
Nach dem Tode des Generalsuperintendenten Albertus Elers gehörte er zu dem Kreis der Kandidaten um das Amt, unterlag bei der Wahl aber August Pfeiffer aus Meißen. Als dieser jedoch sein Amt nicht antrat, weil er nicht aus dem kursächsischen Dienst entlassen wurde und eine Professorenstelle in Wittenberg erhielt, wurde Nicolai am 19. Januar 1682 zum Generalsuperintendenten des Herzogtums Sachsen-Lauenburg und zum Pastor in Lauenburg/Elbe berufen. Er führte 1683 eine Generalvisitation durch. Nach knapp zweijähriger Tätigkeit erlitt Nicolai am 28. November, dem 1. Adventssonntag 1683, während der Predigt einen Schlaganfall, an dessen Folgen er noch am selben Tag starb.